# Demònice
Segons la mitologia grega, Demonice (en grec antic Δημονίκη) va ser filla d'Agènor, heroi etoli, i d'Epicasta. El seu germà era Portàon.
Se li atribueixen relacions amb Ares, amb qui va tenir diversos fills: Pilos, Testi, Molos i Evè.